# 2729 Urumqi
2729 Urumqi је астероид главног астероидног појаса. Приближан пречник астероида је 18,96 ,
а средња удаљеност астероида од Сунца износи 2,886 астрономских јединица (АЈ).
Инклинација (нагиб) орбите у односу на раван еклиптике је 3,170 степени, а орбитални период износи 1791,691 дана (4,905 године). Ексцентрицитет орбите астероида износи 0,069.
Апсолутна магнитуда астероида износи 11,40 а геометријски албедо 0,135.
Астероид је откривен 18. октобра 1979. године.